# Эрюлен, Филипп
Филипп Луи Эдме Мари Франсуа Эрюлен (фр. Philippe Louis Edmé Marie François Erulin; 5 июля 1932, Доль (Юра) — 26 сентября 1979, Париж) — французский военный, офицер парашютно-десантных войск. Участник Алжирской войны. Приобрёл мировую известность при подавлении мятежа в заирской провинции Шаба (Катанга) в мае 1978 года. Командовал 2-м парашютно-десантным полком Иностранного легиона при взятии Колвези.

## Семейная традиция
Потомственный военный, сын и внук легендарных французских офицеров. Отец Филиппа Эрюлена — Андре Эрюлен — был награждён Военным крестом, орденом Почётного легиона и медалью Сопротивления за участие во Второй мировой войне; погиб во Вьетнаме в 1951 году.
Окончив Сен-Сир, Филипп Эрюлен поступил на службу в 1-й парашютно-десантный полк.

## Участие в Алжирской войне. Компрометирующие обвинения
С 1954 года лейтенант Эрюлен в составе французских войск участвовал в Алжирской войне. Отличился в боях, был дважды ранен. В возрасте 26 лет награждён орденом Почётного легиона.
С алжирским этапом военной биографии Эрюлена связаны не только боевые заслуги, но и компрометирующие эпизоды. 10 июня 1957 Эрюлен принимал участие в аресте франко-алжирского коммуниста, известного математика Мориса Одена, участвовавшего в вооружённой борьбе на стороне ФНО. Оден был подвергнут пыткам и убит, после чего длительное время считался пропавшим без вести. Коммунист Анри Аллег также был арестован при участии Эрюлена и обвинял его в применении пыток. Эти обвинения поддерживал историк и общественный деятель Пьер Видаль-Наке.
В 1978 году редактор печатного органа ФКП L’Humanité Рене Андриё обвинил Эрюлена в применении пыток в ходе популярной телепередачи.
Результатом стали судебные иски о клевете со стороны семьи Эрюлена.

## После Алжира
В 1960-1970-х Филипп Эрюлен служил на командных должностях в Страсбурге, на Мадагаскаре, в Кальви (его личным водителем в Кальви одно время являлся Анте Готовина, впоследствии генерал хорватской армии, активный участник войны в Хорватии).
9 июля 1976 года полковник Эрюлен принял командование 2-м парашютно-десантным полком Иностранного легиона.

## Операция в Колвези
В мае 1978 года в заирской провинции Шаба разгорелся вооружённый конфликт. Несколько тысяч повстанцев боевиков проангольской организации Фронт национального освобождения Конго (FNLC) вторглись в Шабу с территории Анголы и Замбии. Существуют обоснованные предположения о том, что военно-оперативную и техническую помощь FNLC оказывали НРА и ГДР, политическое содействие — СССР и Куба.
До 4 тысяч бойцов FNLC развили наступление и захватили горнопромышленный город Колвези. При этом погибли, по разным оценкам, от нескольких десятков до нескольких сотен человек, в том числе европейских технических специалистов. Более двух тысяч человек, в основном французы и бельгийцы, оказались взяты в заложники.
Президент Франции Валери Жискар д’Эстен принял решение оказать военную помощь правительству Мобуту Сесе Секо. На стороне Заира и Франции выступили также Бельгия и Марокко. Операция Французского Иностранного легиона в Шабе получила название Bonite.
14 мая полковник Эрюлен во главе 700 десантников прибыл в Заир. Его отряд получил задание отбить Колвези. 19 мая начался штурм. 21 мая Колвези был освобождён после кровопролитных боёв. FLNC потерял около 250 (по другим данным - до 400) человек убитыми и более 150 пленными. Потери Иностранного легиона составили семь бойцов — пять французов, один бельгиец, один марокканец. Мятежники вынуждены были отступить. Более двух тысяч европейцев, спасённые от резни, переправились в Бельгию. 6 июня Мобуту лично встретился с Эрюленом выразив ему благодарность и вручив заирскую военную награду.
Операция в Колвези укрепила не только режим Мобуту, но и позиции Франции на Африканском континенте. 29 сентября 1978 года Жискар д’Эстен вручил Эрюлену орден Почётного легиона. Недоверие к Иностранному легиону, характеризовавшее французскую политическую элиту, было полностью преодолено.

## Военный авторитет
30-я годовщина событий в Колвези широко отмечалась во Франции в мае 2008 года. Действия Филиппа Эрюлена рассматривается как образец военного профессионализма и эффективной защиты сограждан.

Операция в Колвези — хрестоматия для военных и политических лидеров, которые готовят сегодня миротворческие операции.

Валери Жискар д’Эстен, 20 мая 2008

Действия полка Эрюлена в Колвези изучаются в военных вузах Франции и США.

Тридцать лет назад, почти день в день, бойцы под командованием полковника Филиппа Эрюлена вписали одну из лучших страниц в военную историю нашей страны. События в Колвези — важнейшая десантная операция после Второй мировой войны — явились моментом истины. Парашютисты защитили честь страны.

Николя Саркози, 21 мая 2008

## Отношение в России
В СССР и «соцлагере» операция в Колвези была охарактеризована как «империалистическое вмешательство», действия Эрюлена и его полка — как «кровавая расправа», «бесчинства», «террор» и т. п. Советская пресса неоднократно воспроизводила обвинения Эрюлена в применении пыток.
Однако впоследствии в России появились иные — скорее положительные — оценки полковника Эрюлена. После начала Второй чеченской войны его действия в Шабе фактически ставились в пример:

3-го мая 78 года в Катанге, провинции Заира, где расположены богатейшие месторождения меди и кобальта, начался мятеж… Под угрозой уничтожения оказались две с половиной тысячи французов и бельгийцев… Когда десантники полковника Рулена обнаружили первые трупы растерзанных европейцев они просто перестали брать пленных. И вот после этого ни один француз, либеральный интеллигент, журналист, социалист с гвоздикой в кулачке, хоть коммунист не поднимал вопроса о судьбе иностранного легиона. Ни в прессе, ни с трибуны. То есть даже до этих доходят наглядные примеры. Просто степень наглядности должна быть максимальной, физически ощутимой. Иначе они не поймут.

Михаил Леонтьев

## Кончина
Через год с небольшим после триумфа в Колвези Филипп Эрюлен скоропостижно скончался во время спортивной пробежки.
Именем полковника Филиппа Эрюлена названа улица в Экс-ан-Провансе.

## Известность брата
Брат Филиппа Эрюлена — Доминик Эрюлен — известный спортсмен-парашютист, также служил в парашютно-десантных спецподразделениях. После прихода к власти социалиста Франсуа Миттерана Эрюлену-младшему пришлось оставить военную службу из-за крайне правых политических взглядов.
Доминик Эрюлен возглавлял частную службу безопасности Жискар д’Эстена, сотрудничал со спецслужбами Франции, активно взаимодействовал с Анте Готовиной. Сблизился с ультраправым Национальным фронтом Жан-Мари Ле Пена, выдвигался партийным кандидатом на выборах. Имеет стойкую репутацию политического авантюриста.

## Награды
- Орден Почётного легиона of the Légion d'Honneur (Командор, 1978; предыдущие степени: 1959, 1975)
- Крест Воинской доблести (4 упоминания в приказе)
- Крест Бойца
- Медаль Заморских территорий с планкой «Заир»
- Орден Сельскохозяйственных заслуг (кавалер)
- Памятная медаль Операций на Ближнем Востоке
- Памятная медаль Операций безопасности и поддержания порядка в Северной Африке с планкой «Алжир» (1958)
- Медаль «За военное ранение» (2 звезды)
- Почётная медаль Молодёжи и спорта
- Орден воинской доблести (Заир) с пальмовой ветвью